# Lac Le Jeune Park
Lac Le Jeune Park är en park i Kanada.   Den ligger i provinsen British Columbia, i den södra delen av landet, 3 300 km väster om huvudstaden Ottawa. Lac Le Jeune Park ligger 1 285 meter över havet.
Terrängen runt Lac Le Jeune Park är huvudsakligen kuperad, men den allra närmaste omgivningen är platt. Trakten runt Lac Le Jeune Park är nära nog obefolkad, med mindre än två invånare per kvadratkilometer.. 
I omgivningarna runt Lac Le Jeune Park växer i huvudsak barrskog.